# Блокировка Твиттера в России
Блокировка Твиттера в России — проявление интернет-цензуры в Российской Федерации в ходе полномасштабного вторжения в Украину в 2022 году. Роскомнадзор заблокировал Твиттер в начале марта 2022 года по решению Генпрокуратуры от 24 февраля 2022 года на основании ст. 15.3 закона об информации, информтехнологиях и о защите информации.

### Претензии российских властей
17 января 2019 года Фейсбук и Твиттер ответили на запросы Роскомнадзора о локализации баз персональных данных российских пользователей на территории России, направленные в декабре 2018 года. По словам главы Роскомнадзора Александра Жарова, администрации соцсетей предоставили «лишь формальные ответы <…> которые не содержат конкретной информации о локализации баз данных» и сроках данного процесса. 21 января Жаров заявил, что Роскомнадзор начинает административное производство в отношении Фейсбука и Твиттера из-за непредоставления конкретных планов по базам данных. Месяц спустя, 21 февраля 2019 года, Роскомнадзор составил протокол об административном нарушении со стороны американской социальной сети Твиттер, которая не локализовала данные российских пользователей в России. Максимальное наказание, которое может грозить Твиттеру — штраф до 5 тыс. руб.
13 февраля 2020 года мировой судебный участок Таганского района Москвы оштрафовал Твиттер на 4 млн рублей, признав компанию виновной в «административном преступлении» по статье о нарушении законодательства в области персональных данных. Дело было возбуждено по инициативе Роскомнадзора из-за отказа переносить в Россию серверы с персональными данными российских пользователей. На заседание суда не явились ни представители Твиттера, ни Роскомнадзора. Судья выносила решение по письменным материалам, согласно которым Твиттер не признаёт своей вины.

### Замедление скорости работы
10 марта 2021 года Роскомнадзор объявил о начале первичного замедления скорости работы Твиттера в России на сетях всех операторов мобильной связи и половине операторов фиксированной, так как из 28 тыс. первоначальных и повторных запросов на удаление запрещённой информации не удалёнными остались 3168, включая призывы к совершению самоубийства несовершеннолетними, детскую порнографию и информацию об использовании наркотиков. Замедление как средство ограничения доступа к ресурсу было применено Роскомнадзором впервые. Вскоре после заявления РКН сайты самого Роскомнадзора, Кремля, Госдумы, ряда других правительственных министерств и ведомств оказались временно недоступны. Также не работал сайт Почты России, в почтовых отделениях было затруднено отправление и получение посылок, граждане не могли оплачивать услуги ЖКХ и совершать другие операции. Замглавы Роскомнадзора Вадим Субботин отрицал, что данные проблемы с работой государственных сайтов были связаны с попытками замедлить доступ к Twitter.
Полисер[прояснить] по 128 кбит/с к пользователю и от него был назначен на трафик с доменов, содержащих в названии twitter.com, abs.twimg.com, pbs.twimg.com, video.twimg.com и t.co, которые используются для загрузки изображений, видео и служебных скриптов Твиттера. Пакеты, не умещавшиеся в данную полосу, должны были отбрасываться, порождая повторные передачи со стороны сервера. Определение технических доменов сервиса производилось по строке Server Name Indication, передающейся в рамках установления TLS-сессии. Применение политики привело к замедлению любых ресурсов, в доменах которых содержится t.co: microsoft.com (из-за чего, в частности, возникли проблемы с обновлениями от Microsoft), reddit.com, rt.com, pinterest.com, служебный домен Google googleusercontent.com. Профилирование трафика осуществляется провайдерами при помощи технологии DPI (Deep packet inspection). Согласно закону о «суверенном Интернете», устройства DPI, выполняющие также роль технических средств противодействия угрозам, управляются централизованно Роскомнадзором. Эксперты предположили, что сотрудники Роскомнадзора проявили техническую неграмотность при работе с процессором обработки данных DPI и из-за некорректной настройки оборудования допустили замедление и/или полную недоступность сторонних ресурсов. Спустя сутки после начала замедления маска t.co была удалена из списка целевых доменов.
16 марта Роскомнадзор заявил о возможности блокировки Твиттера в России через месяц без предупреждения и решения суда.
17 марта стало известно, что Роскомнадзор потребовал от Твиттера удалить аккаунт «МБХ медиа» @MBKhMedia на основании того, что там публикуются материалы «Открытой России», а также аккаунт Ассоциации школ политических исследований при Совете Европы.
В мае 2021 года Роскомнадзор направил в суд шесть протоколов в отношении Твиттера из-за неудаления противоправной информации (ч.2 ст.13.41 КоАП). Рассмотрение протоколов назначено на 27 мая.
В начале апреля 2021 года суд уже штрафовал Твиттер по трём протоколам суммарно на 8,9 млн рублей за отказ удалить информацию с призывами к несовершеннолетним принять участие в несанкционированных акциях. Соцсеть их обжаловала.
Роскомнадзор принял решение не блокировать Твиттер, поскольку сервис удалил 91 % запрещённого в России контента. Роскомнадзор снимет ограничения доступа в фиксированных сетях, но сохранит замедление трафика на мобильных устройствах.
В ноябре 2021 года Таганский суд оставил без изменений решение о выплате компанией штрафа в 5 млн рублей за неудаление запрещённого контента.

### Предложения по разблокировке
После того, как руководство Твиттера сняло блокировку с официальных аккаунтов российских государственных деятелей, министерств и организаций, замглавы Комитета Госдумы по информационной политике Антон Горелкин, учитывая новые подходы социальной сети, предложил пересмотреть наложенные ограничения работы платформы в России. Позже инициативу депутата поддержала глава Лиги безопасного интернета Екатерина Мизулина.
В Лиге безопасного интернета поддержали инициативу разблокировать социальную сеть Твиттер в России. По словам главы организации Екатерины Мизулиной, можно начать работу по пересмотру решения об ограничении работы площадки в стране, передаёт ТАСС.